# Катрин Курц
Катрин Курц (на английски: Katherine Kurtz) е американска писателка на произведения в жанра историческо и героично фентъзи, алтернативна история и хорър.

## Биография и творчество
Катрин Ирен Курц е родена на 18 октомври 1944 г. в Корал Гейбълс, Флорида, САЩ. Баща ѝ e радарен специалист в авиационната компания „Bendix Avionics“, а майка ѝ e секретарка в адвокатска кантора. Като тинейджърка чете много, включително история и химия. С помощта на стипендия, получена като награда от щатско състезание по химия, завършва през 1966 г. с бакалавърска степен специалност химия в университета на Маями. Продължава обучението си в Университетския колеж по медицина, но година по-късно неочаквано изоставя кариерата си на лекар, решавайки да преследва кариера на писател.
Премества се в Лос Анджелис, където следва средновековна история в Калифорнийския университет и получава през 1971 г. магистърска степен по изкуства с дисертация по история на средновековна Англия. Докато следва се включва в Обществото за творчески анахронизъм, творческа група, посветена на реконструкцията на европейското средновековие. 
През 1969 г. е поканена в полицейското управление на Лос Анджелис като административен асистент и след завършване на магистърската си степен е преместена в полицейската академия като старши инструктор, където работи до 1981 г.
През 1983 г. се жени за Скот Макмилън, издател и продуцент, с когото имат син от първия му брак. През следващите години се преместват в Ирландия, а по-късно стават натурализирани ирландски граждани. Съпругът ѝ работи във филмовата индустрия, а след това до 2007 г. работи в Генеалогичната служба на правителството на Ирландия. Живеят в оригинална историческа сграда, между Килмаканог и Брей в графство Уиклоу.
Първият ѝ роман „Възходът на Дерините“ от поредицата „Хроника на Дерините“ е издаден през 1970 г. Историята, в жанра меч и магия, се развива във фантастичното царство на Гуинид (едно от Единадесетте кралства), където мистериозните сили на Магията и висшата сила на Църквата се обединяват, за да свалят от властта младия Келсън, възкачил се на престола, след като баща му е брутално убит от магьосницата Чариса. Гуинед е средновековно кралство, което прилича на Англия, Шотландия и Уелс от 10-ти, 11-ти и 12-ти век, с мощна Света църква и феодално правителство. Населението на кралствата включва както хора, така и дерини, раса от хора с присъщи психически и магически способности. Отношенията между хората и дерините водят до продължаващи политически и религиозни борби, военни конфликти в голям мащаб, които често са взаимосвързани с индивидуалния живот на главните герои. Романите от Вселената на Дерините, едни от първите в поджанра „историческо фентъзи“, са състоят от от 5 трилогии, самостоятелен роман, сборници с разкази и два справочника.
Авторка е на поредицата за окултна алтернативна история „Рицарите тамплиери“ и на поредицата историческо градско фентъзи „Адепти“ заедно с Дебора Търнър Харис, и заедно със съпруга си на криминалната поредица за вампири „Рицари на кръвта“.
Катрин Курц живее със семейството си от 2007 г., в историческа къща във Вирджиния.

## Произведения

### Самостоятелни романи
- Lammas Night (1983)[1][2][3]
- The Legacy of Lehr (1986)
- Two Crowns for America (1996)
- St. Patrick's Gargoyle (2001)

### Във вселената на Дерините

#### Серия „Хроника на Дерините“ (Deryni)
1. Deryni Rising (1970)[1][2][3][4]
Възходът на Дерините, изд.: „Абагар“, София (1994), прев. Алена Ликова
2. Deryni Checkmate (1972)
Поражението на Дерините, изд.: „Абагар“, София (1994), прев. Христо Найденов
3. High Deryni (1973)
Елитът на Дерините, изд.: „Абагар“, София (1998), прев. Николай Киров

към серията
- The Deryni Archives (1986) – сборник разкази
- Deryni Tales (2002) – сборник разкази

документални
- Deryni Magic (1990)
- Codex Derynianus (1997) – с Робърт Реджиналд

#### Серия „Кембър от Кулди“ (Camber of Culdi)
1. Camber of Culdi (1976)[1][4]
2. Saint Camber (1978)
3. Camber the Heretic (1981)

#### Серия „Крал Келсън“ (King Kelson)
1. The Bishop's Heir (1984)[1][2][2]
2. The King's Justice (1985)
3. The Quest for Saint Camber (1986)

- King Kelson's Bride (1997)

#### Серия „Наследниците на Свети Кембър“ (Heirs of Saint Camber)
1. The Harrowing of Gwynedd (1989)[1][4]
2. King Javan's Year (1992)
3. The Bastard Prince (1994)

#### Серия „Чайлд Морган“ (Childe Morgan)
1. In the King's Service (2003)[1][4]
2. The Childe Morgan (2006)
3. The King's Deryni (2014)

### Серия „Адепт“ (Adept) – с Дебора Търнър Харис
1. The Adept (1991)[1][2][3][4]
2. The Lodge of the Lynx (1992)
3. The Templar Treasure (1993)
4. Dagger Magic (1995)
5. Death of an Adept (1996)

### Серия „Рицари на кръвта“ (Knights of the Blood) – със Скот Макмилан
1. Knights of the Blood (1993)[1]
2. At Sword's Point (1994)

### Серия „Рицарите тамплиери“ (Knights Templar)
1. The Temple and the Stone (1998) – с Дебора Търнър Харис[1][3][4]
2. The Temple and the Crown (2001) – с Дебора Търнър Харис
3. Tales of the Knights Templar (1995)
4. On Crusade (1998)

### Разкази
- The Summoning (1991)[1]
- The Gargoyle's Shadow (1998)